# Звезда родилась (фильм, 1937)
«Звезда родилась» — американский романтический драматический кинофильм 1937 года, продюсера Дэвида О. Селзника, режиссёр Уильяма А. Уэллмана, по сценарию Уэллмана, Роберта Карсена, Дороти Паркер и Алана Кэмпбелла.
Главные роли исполнили Джанет Гейнор и Фредрик Марч.
Картина стала лауреатом премии «Оскар»» за лучший оригинальный сюжет.
Фильм получил три ремейка: в 1954 году (режиссёр — Джордж Кьюкор, в главных ролях Джуди Гарленд и Джеймс Мейсон), в 1976 году (режиссёр — Фрэнк Пирсон, в главных ролях: Барбра Стрейзанд и Крис Кристоферсон) и в 2018 году (режиссёр — Брэдли Купер, в главных ролях: Брэдли Купер и Леди Гага).

## Сюжет
Норман Мэйн — киноактер, чей пик славы уже ушёл в прошлое, но которого всё ещё уважает его продюсер и глава студии. Все, кроме самого актёра, знают, что он теряет былую популярность, а фильмы с его участием приносят все меньше и меньше прибыли. На голливудской вечеринке, где он, как обычно, слишком много пьёт, актёр увлекается официанткой Эстер Блоджетт, с детства мечтающей стать актрисой, и предлагает девушке сделать из неё звезду.
Актёр с трудом убеждает главу студии сделать для своей возлюбленной кинопробу. Босс, распознав, что героиня талантлива, решает создать из неё звезду экрана под псевдонимом Вики Лэстэр. Проходят дни, Норман и Вики женятся, её карьера складываются удачно, а его уже никто не хочет брать на работу. Так произошло рождение новой звезды, зажжённой любовью угасающего таланта.

## В ролях
- Адольф Менжу — Оливер Нилс
- Джанет Гейнор — Эстер Блоджетт \ Викки Лэстэр
- Пегги Вуд — Мисс Филиппс
- Фредрик Марч — Норман Мэйн
- Мэй Робсон — Бабушка Летти
- Клара Бландик — Тётушка Мэтти
- Лайонел Стендер — Мэтт Либби
- Энди Девайн — Даниэль «Дэнни» МакГуайр
- Оуэн Мур — Кейси Бёрк
- Элизабет Дженнс — Анита Регис
- Эдгар Кеннеди — Поп Рэндалл
- Дж. К. Ньюджент — мистер Блоджетт
- Гуинн Уильямс — тренер осанки

В титрах не указаны
- Клара Блэндик — тетя Мэтти
- Джонатан Хейл — судья Ночного суда
- Лилиан Хармер — гардеробщица
- Кэрол Лэндис — девушка в берете в баре «Santa Anita»
- Джордж Чендлер — доставщик
- Джед Прути — Арти Карвер
- Ирвинг Бейкон — начальник станции[англ.]
- Олин Хоуленд — Джадд Бейкер[2]
- Фрэнсис Форд — Уильям Грегори
- Винс Барнетт — Отто

## Критика
Отзывы критиков того времени были крайне положительными.
Фрэнк С. Ньюджент из «Нью-Йорк Таймс» назвал фильм «одним из лучших шоу года», а также «хорошим развлечением по любым стандартам, включая художественное и убедительное доказательство того, что Голливуду не нужно ехать в Руританию для своих сюжетов; большая часть драмы разыгрывается на его собственном заднем дворе».
Variety писали:«Это разгром, который, несомненно, будет оценен, как один из лучших в сезоне. Хотя история несколько напоминает другие закулисные истории, манеру подачи делает фильм убедительным и выдающимся». Harrison's Reports назвали это «мощной человеческой драмой интересов» и «отличным развлечением».
Film Daily писали, что это« великолепно сделано во всех аспектах», и Джон Мошер из The New Yorker назвал зрелище «приятным фильмом» с «множеством приятных штрихов».
На сайте Rotten Tomatoes фильм имеет рейтинг 100%, на основе 20 обзоров, со средней оценкой 7,7 из 10.
К концу 1939 года фильм заработал 181 000 долларов.

## Саундтрек
В записи саундтрека к фильму принимал участие: Бадди Кларка с оркестром Эдди Дучина. Лирика была написана Дороти Дик на музыку Макса Стайнера.